# Jürgen Schitthelm

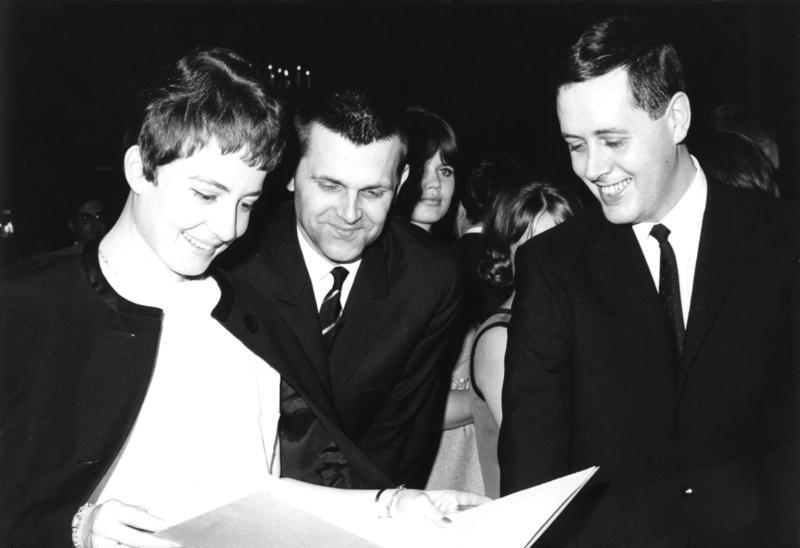
Jürgen Schitthelm (Bildmitte) 1966 mit Leni Langenscheidt und Klaus Weiffenbach

Jürgen Schitthelm (* 29. April 1939 in Berlin) ist Mitbegründer der Schaubühne am Halleschen Ufer und war bis 2012 mit insgesamt 50 Jahren Berufserfahrung dienstältester Theaterleiter Deutschlands.

## Leben
Jürgen Schitthelm absolvierte nach dem Abitur zwischen 1958 und 1962 ein Studium der Theaterwissenschaft, Germanistik und Publizistik an der Freien Universität Berlin. Gemeinsam mit Leni Langenscheidt, Waltraut Mau, Dieter Sturm und Klaus Weiffenbach gründete Schitthelm im Jahr 1962 in einem Mehrzweckraum der Arbeiterwohlfahrt in Kreuzberg die freie Theatergruppe mit eigenem Spielort, die Schaubühne am Halleschen Ufer. Ab 1966 übernahmen er und Klaus Weiffenbach (bis zu dessen Tod im Januar 1987) die Verantwortung und Organisationsarbeit allein. Seit 1987 ist Schitthelm Gesellschafter der als Privattheater geführten Schaubühne am Lehniner Platz, dessen Direktor er bis 1992 alleine und bis 2012 gemeinsam mit Friedrich Barner war.
In der anlässlich des vierzigjährigen Bestehens der Berliner Schaubühne 2002 von Schitthelm mitherausgegebenen Festschrift mit Essays zur subjektiven und objektiven Geschichte dieses Theaterbetriebs hat er einen eigenen Beitrag verfasst. Unter dem Titel Wir hatten ein Theater, aber eigentlich hatte das Theater uns gibt er seine persönlichen, sachlichen Resümees. 

## Mitgliedschaften
Schitthelm ist Mitglied der Deutschen Akademie der Darstellenden Künste und Vorstandsmitglied des deutschen Zentrums des Internationalen Theaterinstituts (ITI). Dessen Vizepräsidentschaft übernahm er zwischen 1982 und 2004 über 22 Jahre lang. 
Im Deutschen Bühnenverein, dem Verband der Theaterbetriebe Deutschlands, hatte er 27 Jahre lang von 1977 bis 2004 den Berliner Landesvorsitz inne. In den Jahren von 1989 bis 2001 war Schitthelm zugleich Vizepräsident des Bundesverbandes.
Jürgen Schitthelm ist seit 2012 Ehrenmitglied bei dem Verein Freunde der Schaubühne am Lehniner Platz e.V., dessen Gründung er im Jahr 2000 als Direktor der Schaubühne mitverantwortet hat.

## Auszeichnungen
- 1999: Verdienstorden des Landes Berlin
- 2005: Bundesverdienstkreuz Erster Klasse.